# 加島出入口
加島出入口（かしまでいりぐち）は、大阪府大阪市淀川区の阪神高速道路11号池田線の出入口。

## 周辺
- 西日本旅客鉄道JR東西線加島駅

## 隣
阪神高速11号池田線
(11-04)福島出入口 - (11-05)塚本出入口 - (11-06)加島出入口 - (11-07,11-08)豊中南出入口 - (11-09)豊中北出入口